# Englisch-Gruß-Kapelle (Kirchheim)

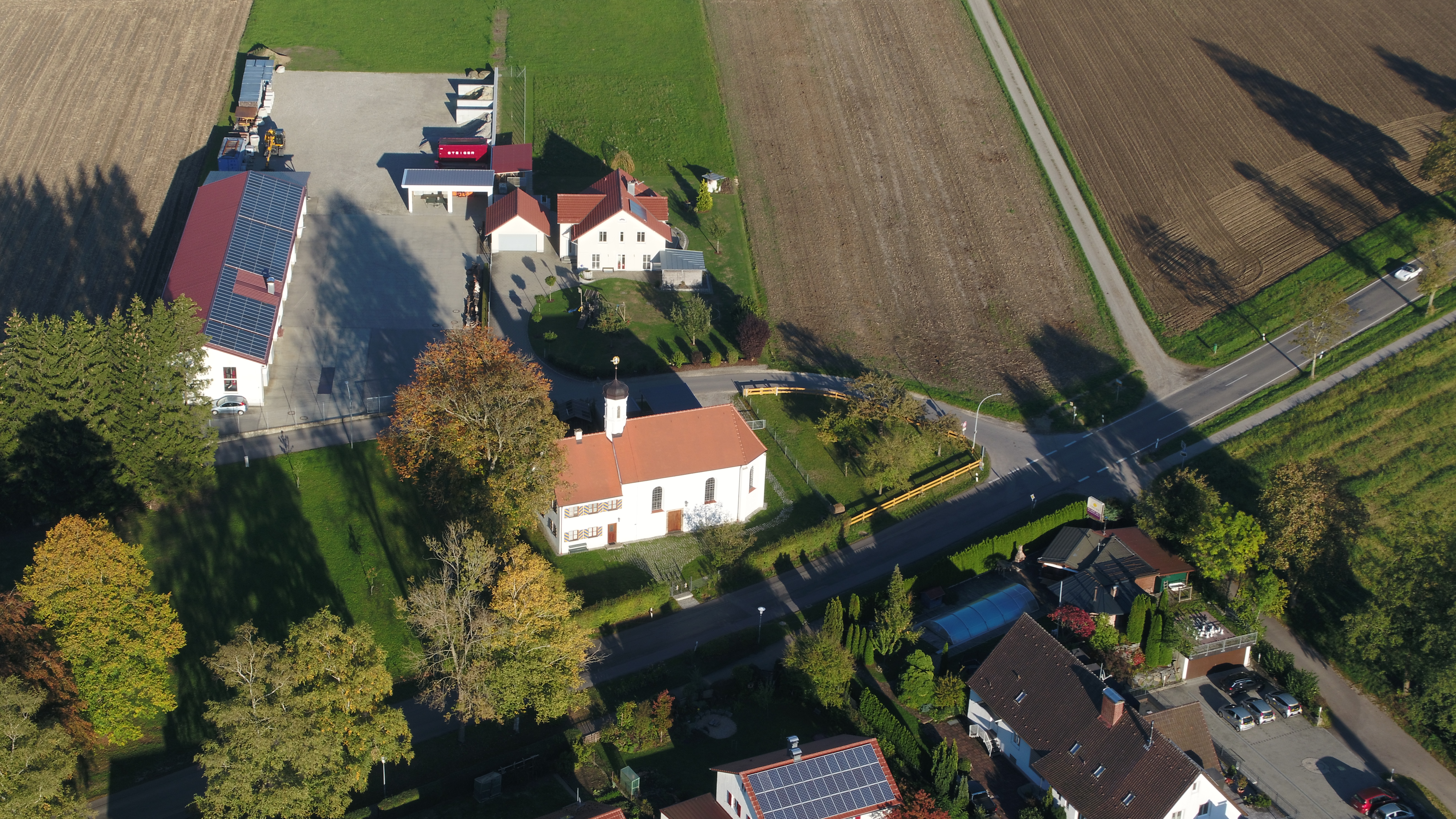
Englisch-Gruß-Kapelle (2018)

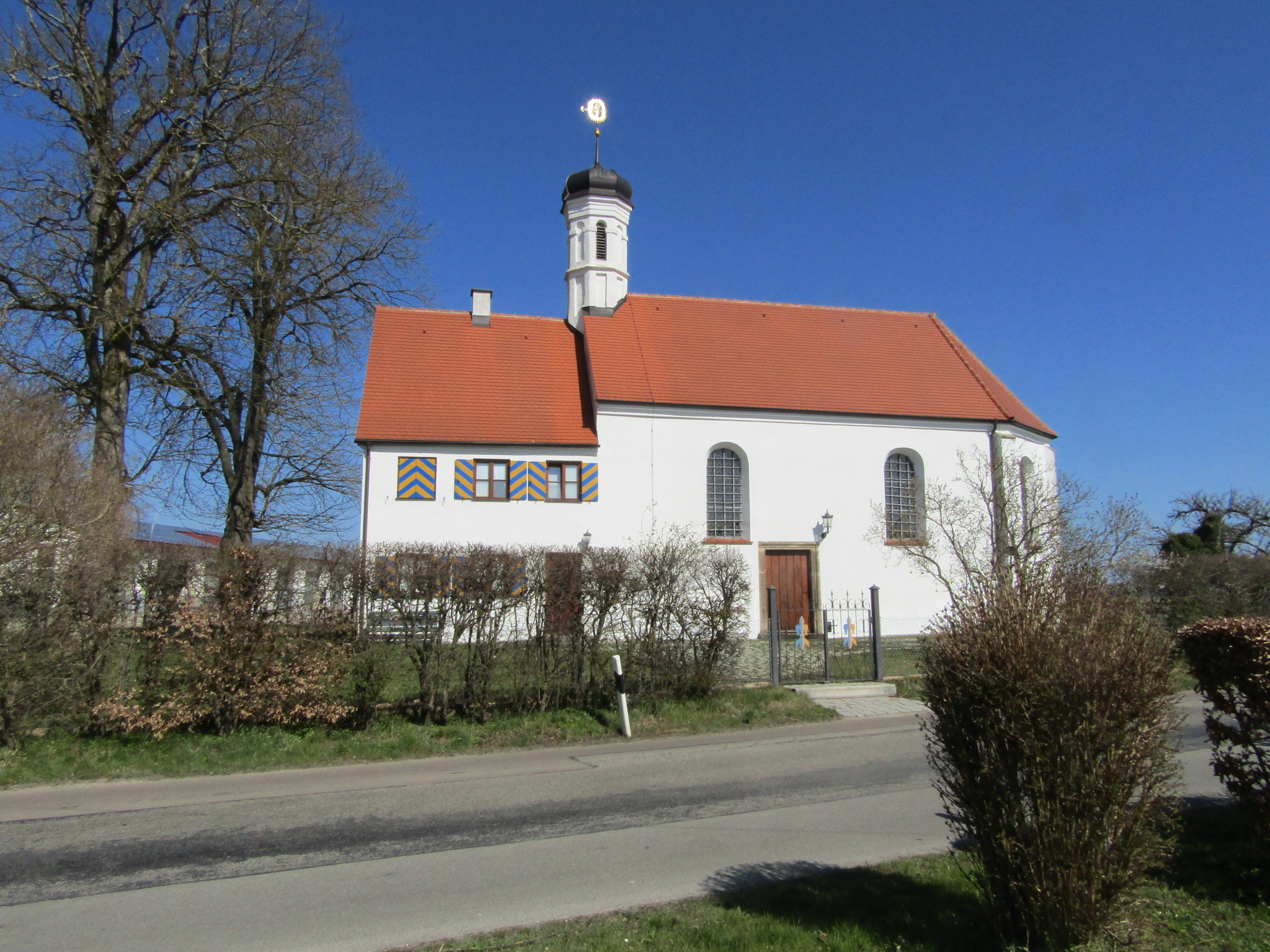
Englisch-Gruß-Kapelle in Kirchheim (2020)

Die 1605 geweihte denkmalgeschützte römisch-katholische Englisch-Gruß-Kapelle befindet sich am südlichen Ortsrand von Kirchheim im Landkreis Unterallgäu in Bayern. Die Kapelle wurde von Maria Salome, geborene Freiin von Königsegg († 1601), der zweiten Frau von Markus Fugger, gestiftet. Ihr Mann Markus Fugger war Präsident des Reichskammergerichtes in Speyer und als Nachfolger seines Vaters Herr der Grafschaft Kirchheim. Als Englischen Gruß bezeichnet man seit dem Mittelalter die Worte des Erzengels Gabriel an Maria, als er ihr verkündete, dass sie den Erlöser Jesus Christus gebären wird. Englisch bezieht sich dabei auf das Wort Engel.

## Geschichte
Die Weihe der Kapelle erfolgte am 6. Oktober 1605. Im ersten Viertel des 18. Jahrhunderts wurden einzelne Veränderungen an der Kapelle vorgenommen. Das Gestühl wurde 1711 von Gottfried Dopfer geschaffen. Maurermeister Michael Ruef erbaute einen Gang zwischen Sakristei und Kanzel und erweiterte die Fenster. 1718 fertigte Schreiner Hans Georg Dopfer einen neuen Altar, der von Johann Georg Gressle gefasst wurde. 210 fl. wurden 1719 für die Reparatur der Kapelle aufgewendet. Während dieser Reparaturarbeiten wurde eine neue Decke eingezogen. Gottfried Dopfer schuf 1720 die Kanzel, aus der gleichen Zeit stammt auch die Empore. Eine Restaurierung fand 1956 statt. In den Jahren 2008 bis 2012 fand eine grundlegende Sanierung von Kapelle und Mesnerhaus statt. Diese wurde auch von der Deutschen Stiftung Denkmalschutz unterstützt. Seit den fünfziger Jahren des 20. Jahrhunderts wird die Kapelle der Evangelischen Gemeinde in Mindelheim für Gottesdienste zur Verfügung gestellt.

## Baubeschreibung

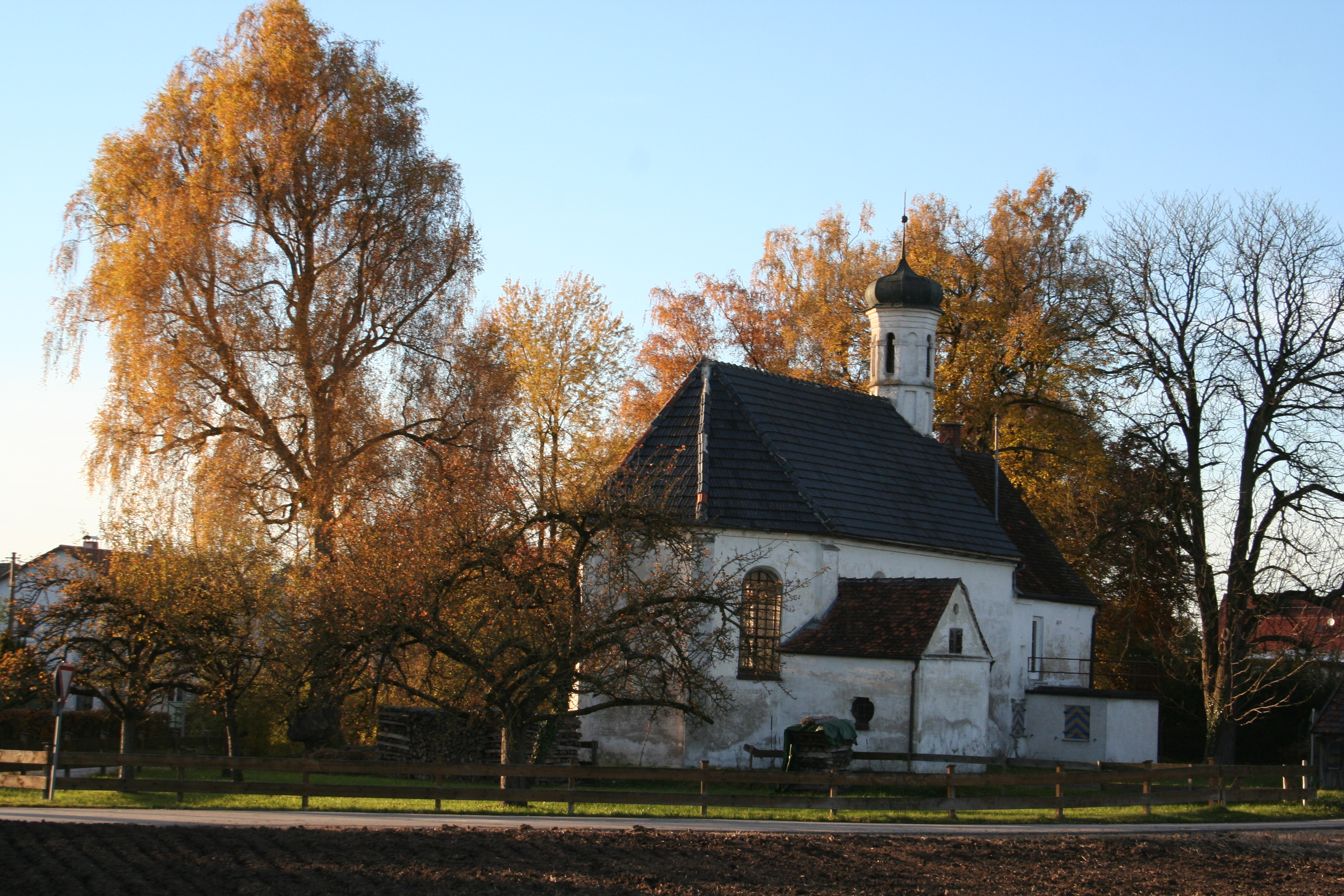
Die Kapelle vor der Sanierung (2010)

Das nach Südosten ausgerichtete Kapellengebäude besteht aus einem dreiseitig geschlossenen Raum. In den Schrägachsen des Schlusses sind Rundbogenfenster eingesetzt, ebenso jeweils zwei Rundbogenfenster in den Wänden des Langhauses. Eine rechteckige Tür bildet an der rechten Langhauswand den Eingang zur Kapelle. Auf der gegenüberliegenden Seite führt eine rechteckige Türe zur Sakristei. Die gefelderte Türe enthält Beschläge und stammt aus der ersten Hälfte des 18. Jahrhunderts. Die Spiegeldecke des Langhauses stammt vermutlich aus dem 18. Jahrhundert und besitzt eine mit Profilen gesäumte Voute. An der Emporenbrüstung befinden sich drei geschweifte Felder, in deren Zwischenräumen Pilaster angebracht sind. Umlaufend um die Kirche befindet sich ein gekehltes Traufgesims. Die Ecken des Chorschlusses sind mit flachen Strebepfeilern versehen.
Die Tür in die Kapelle besitzt ein profiliertes Sandsteingewände. An der linken Längsseite ist die Sakristei angebaut. Im Inneren befindet sich ein Kreuzgratgewölbe, an den Vertikalseiten sind eingezogene rundbogige Fenster vorhanden. Gedeckt ist die Sakristei mit einem Quersatteldach. Ein achteckiger Dachreiter ist oberhalb an der nordwestlichen Schmalseite aufgesetzt. Der gefelderte Sockel des Dachreiters ist mit durch ein Kämpfergesimsband verbundenen Rundbogenöffnungen versehen. Er ist mit einer blechgedeckten Zwiebelhaube abgeschlossen, auf deren Spitze sich eine Wetterfahne mit der Darstellung der Muttergottes im Strahlenkranz befindet.
Das an der Giebelseite angebaute ehemalige Mesnerhaus, ein niedriger Satteldachanbau, erstreckt sich über die gesamte Breite der Kapelle und besteht aus zwei Geschossen.

## Innenausstattung
Inganz Ingerl aus Augsburg schuf 1791 den Altar, der 1919 aus der Schlosskapelle in Glött in die Englisch-Gruß-Kapelle versetzt wurde. Er besteht aus grauem, rotem und weißem Marmor. Kannelierte Hermenpilaster flankieren den Stipes.
Der zylindrische Tabernakel wird von einer Kuppel mit einem auf einer Kugel aufgesetzten Kreuz bekrönt. Weiße Engel aus Marmor flankieren ihn zu beiden Seiten. Vor seiner Drehtühr befindet sich ein kleines metallenes neugotisches Kruzifix.
Die beiden balusterförmigen Leuchter auf dem Altar sind aus weißem Marmor gefertigt. Umschlungen werden diese von Bronze-Weinlaub und von Spiralen bekrönt.
Vermutlich von dem Mindelheimer Bildhauer Simon Schenck stammt die Sandsteinfigur der Muttergottes an der linken Längswand. Die Anfang des 17. Jahrhunderts gefertigte Figur steht in einer von Renaissance-Ornamentik umgebener Sandsteinnische. Unterhalb der Figur ist eine erneuerte Inschrift vorhanden. Diese besagt: Erbaut und fundirt anno 1605 von Maria Salome Fugger geb. Freyin zu Königsegg u. Aulendorf zu Lob und Ehr der Himmels Königin. Flankiert wird die Inschrift von den Wappen der Fugger und derer von Königsegg.
Der Stuck mit Fruchtgehängen an den Pilastern und der Emporenbrüstung wurde um 1720 geschaffen. An der Decke oberhalb des Altares ist ein das Wappen der Stifterin derer von Königsegg mit Jahreszahl 1605 zu sehen.
Um 1720 wurde das Gestühl mit geschweiften, reich mit Laub- und Bandwerksschnitzerei versehenen Eichenholzwangen geschaffen. Gewundene Pilaster gliedern die Brüstungen des Gestühls, dessen erste Bank mit Türen geschlossen werden kann. Die ursprünglich weiß und golden gefassten elf Apostelfiguren wurden um 1800 geschaffen. Der heilige Michael ist eine nachempfundene moderne Plastik im spätbarocken Stil, ebenso die Figur des heiligen Markus, der ein Bein auf den Löwen stellt. Die ursprünglichen Figuren aus der ersten Hälfte des 17. Jahrhunderts wurden in den Jahren zwischen 2000 und 2008 mit allen andern Kirchenfiguren gestohlen. Im Rahmen der Restaurierung konnte ein Großteil der Figuren durch vorhandene Abgüsse ersetzt werden. Vor dem Altar ist in den Boden eine Steinplatte eingelassen. Die aus der zweiten Hälfte des 19. Jahrhunderts stammende Platte trägt die Inschrift: Gräflich Fuggersche Ruhestätte. Daneben befindet sich noch ein Grabdenkmal für Graf Philipp Carl Fugger von Kirchheim und zu Hoheneck († 1878) und seine Frau Franziska Amalia geborene Gräfin Tauffkirchen Lichtenau († 1885) in der Kapelle. Die große Graumarmorplatte enthält im oberen Bereich ein Allianzwappen aus weißem Marmor.
Im Gedenken an Kriegsteilnehmer der Familie Fugger wurde das Fresko im Chor hinter dem Altar geschaffen. Es stellt Mariä Verkündigung und eine Ansicht des Schlosses Kirchheim sowie Familienporträts dar. Das rechteckige Bild in Quattrocento-Manier mit klassizistischem Stuckrahmen schuf der Münchner Maler Theodor Baierl 1921.